# Christiane Charlotte von Nassau-Ottweiler

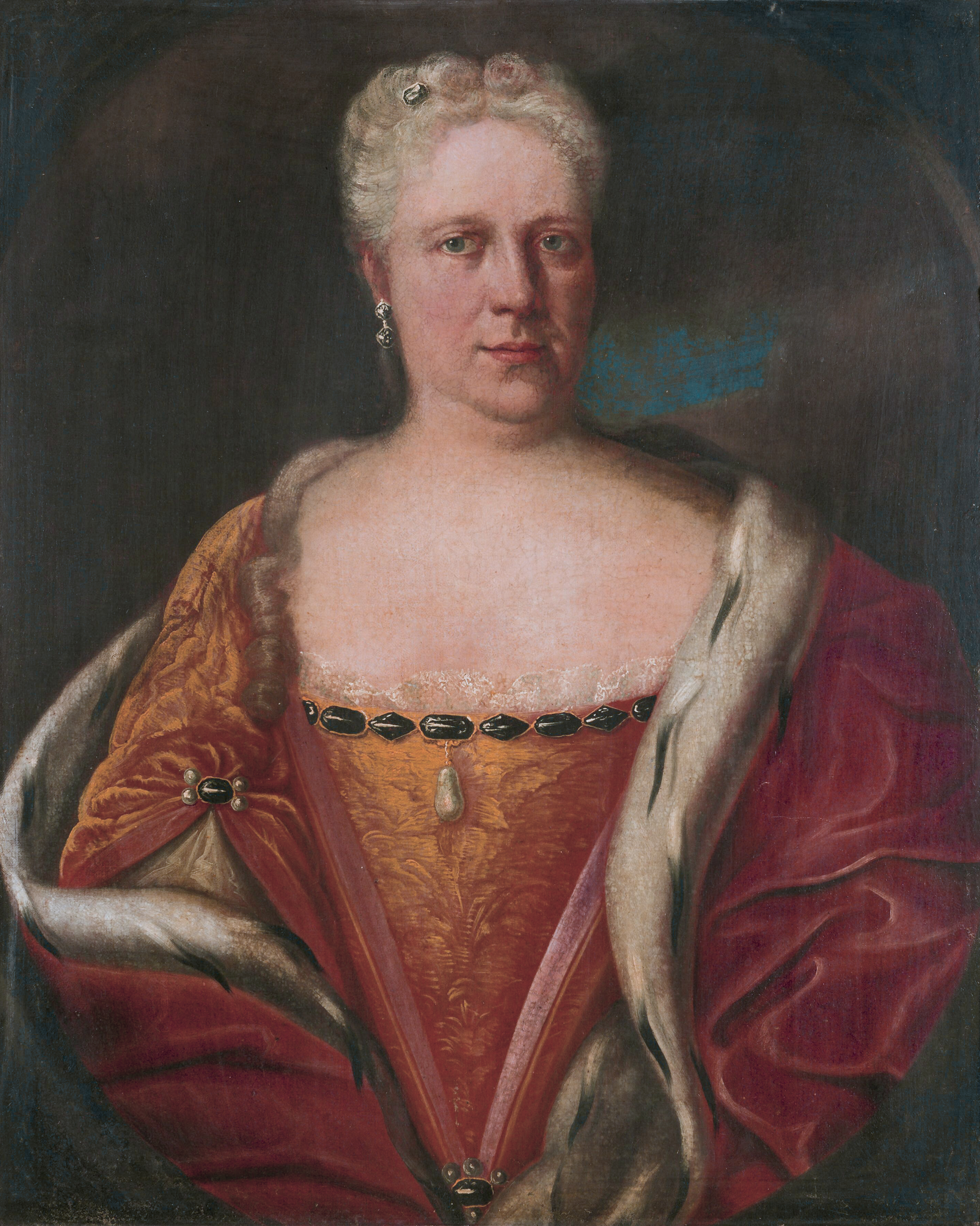
Christiane Charlotte van Nassau-Ottweiler (1685–1761) (Jacob Hauck, 1729)

Christiane Charlotte von Nassau-Ottweiler (* 2. September 1685 in Ottweiler; † 6. November 1761 in Homburg vor der Höhe) war eine Gräfin von Nassau-Ottweiler und durch Heirat nacheinander Gräfin von Nassau-Saarbrücken und Landgräfin von Hessen-Homburg.

## Leben
Christiane Charlotte war eine Tochter des Grafen Friedrich Ludwig von Nassau-Ottweiler (1651–1728) aus dessen erster Ehe mit Gräfin Christiane von Ahlefeldt (1659–1695).
Sie heiratete in erster Ehe am 22. April 1713 in Saarbrücken den Grafen Karl Ludwig von Nassau-Saarbrücken.
Ihre zweite Ehe schloss sie am 17. Oktober 1728 in Saarbrücken mit dem Landgrafen Friedrich III. von Hessen-Homburg. Diese Ehe war auf Vermittlung des Landgrafen Ernst Ludwig von Hessen-Darmstadt zu Stande gekommen. Die Ehe mit der reichen Erbin sollte die maroden Finanzverhältnisse des Landes Hessen-Homburg konsolidieren. Eine kaiserliche Debitkommission hatte bei Hofe nur noch zwei silberne Löffel vorgefunden. Friedrich III. hatte Bedenken angemeldet, seine Braut, die ein angemessenes Wittum forderte, doch über die Finanzlage aufzuklären. Ernst Ludwig schrieb Friedrich darauf: „Schreib Bruder, schreib, wenn Du sie hast ist’s immer noch Zeit.“

## Nachkommen
Aus ihrer ersten Ehe hatte Christiane Charlotte zwei Söhne, die allerdings schon im Säuglingsalter starben:
- Friedrich Karl (1718–1719)
- Ludwig Karl (1720–1721)